# Pching-liang
Pching-liang (čínsky pchin-jinem Píngliàng, znaky zjednodušené 平凉, tradiční 平涼) je městská prefektura v Čínské lidové republice. Leží na východě provincie Kan-su, má rozlohu 11 325 km² a v roce 2010 v ní žilo přes dva miliony obyvatel.

## Poloha
Pching-liang leží ve východní části provincie Kan-su na Sprašové plošině. Sousedí na západě s městskými prefekturami Ting-si a Paj-jin, na severu s Ku-jüanem (v provincii Ning-sia) a Čching-jangem, na východě se Sien-jangem (v Šen-si) a na jihu s městskými prefekturami Pao-ťi (v Šen-si) a Tchien-šuej.

## Administrativní členění
Městská prefektura Čang-jie se člení na sedm celků okresní úrovně, a sice jeden městský obvod, jeden městský okres a pět okresů.
| městský obvod · Kchung-tchung okres · Ťing-čchuan okres · Ling-tchaj okres · Čchung-sin okres · Čuang-lang okres · Ťing-ning městský okres · Chua-tching |        |                       |                    |                                  |
| Název | Název  | Počet obyvatel (2020) | Rozloha km² (2020) | Hustota zalidnění (obyv. na km²) |
| český přepis | znaky  | Počet obyvatel (2020) | Rozloha km² (2020) | Hustota zalidnění (obyv. na km²) |
| Městský obvod |        |                       |                    |                                  |
| Kchung-tchung | 崆峒区 | 504 265               | 1 930              | 261                              |
| Městský okres |        |                       |                    |                                  |
| Chua-tching | 华亭市 | 182 449               | 1 202              | 152                              |
| Okresy |        |                       |                    |                                  |
| Ťing-čchuan | 泾川县 | 222 210               | 1 461              | 152                              |
| Ling-tchaj | 灵台县 | 156,224               | 1 973              | 79                               |
| Čchung-sin | 崇信县 | 82 138                | 843                | 97                               |
| Čuang-lang | 庄浪县 | 335 684               | 1 510              | 222                              |
| Ťing-ning | 静宁县 | 365,637               | 2 188              | 167                              |
| |        |                       |                    |                                  |
| Celkem | Celkem | 1 848 607             | 11 110             | 166                              |